# Lucien Schwob
Pour les articles homonymes, voir Schwob.
Lucien Schwob, né le 7 octobre 1895 à La Chaux-de-Fonds et mort le 6 juin 1985 dans la même ville, est un peintre, dessinateur, lithographe et essayiste suisse.

## Biographie
Issu d'une famille juive d'industriels horlogers, il fait ses études au gymnase de sa ville natale où il rencontre notamment Berthe Eimann. Il abandonne des études scientifiques en 1912 pour s'orienter vers la peinture. En 1919, il fonde avec Jean-Paul Zimmermann, Charles Humbert et Madeleine Woog la revue Les Voix. Autodidacte, excepté un passage à l'École des beaux-arts de Paris et quelques cours du soir à l'École d'art de La Chaux-de-Fonds, il entreprend plusieurs voyages : en Espagne, en Italie, en Belgique et dans le sud de la France pour former son regard. Tenté par une approche cubiste dans les années 1924, il revient rapidement vers une peinture proche de l'influence de Cézanne.
En 1933, l’artiste épouse Camille Schwob-Levaillant, sa tante par alliance. En 1934, il découvre Ostende, qu’il fréquentera régulièrement jusqu’à la fin de sa vie, et se lie avec James Ensor. Sa peinture s’oriente alors vers un expressionnisme très coloré.
En 1941, à la suite du décès de son épouse après une longue agonie, Lucien Schwob se convertit au catholicisme. En 1947, il se remarie avec Odette Hug. Les rencontres de Jacques Villon puis d’Albert Gleizes à la fin des années 1940 le ramènent au cubisme. De 1938 à 1945, il fait notamment partie du Comité de la Société des amis des arts de La Chaux-de-Fonds. Dès 1951, il donne des cours de peinture à l’École d’art et cela pendant une quinzaine d’années.
Il publie un premier essai, Réalité de l’art, en 1955. Peu après, son art bascule dans l’abstraction, d’abord géométrique avec la série Bordighera, puis essentiellement lyrique, à partir de 1959, avec la série Sodium et néon. À la suite d’une dépression, Schwob cesse toute production plastique dès 1965 et se consacre à la rédaction d’ouvrages sur la peinture, notamment une étude sur Le Gréco et Velasquez intitulée Fulgurance et magie picturale (1984) et Léopold Robert (1986), publié un an après sa mort. Il a également donné plusieurs conférences au Club 44, en 1979 sur Monique Saint-Hélier, en 1983 sur son travail de peintre et d’écrivain et en 1985 sur Léopold Robert. En 1988-1989, le Musée des beaux-arts de La Chaux-de-Fonds propose une exposition rétrospective de l’œuvre du peintre.

## Ouvrages
- Lucien Schwob, Ensor James, Bruxelles, Éd. Art et technique, 1936.
- Lucien Schwob, Ensor James, Bruxelles, Éd. Art et technique, 1936.
- Lucien Schwob, « Art, goût et couleurs », Nova et vetera, vol. 25,‎ 1950, p. 242-272
- Lucien Schwob, Réalité de l'art, Lausanne, F. Rouge, 1955.
- Lucien Schwob, Fulgurance et magie picturale : Le Greco, Velasquez, Lausanne, L'Âge d'homme, 1984.
- Lucien Schwob, Le peintre Léopold Robert, La Chaux-de-Fonds, Éditions d'En-haut, 1986.
- Lucien Schwob, « Lettres sur l'Espagne », Intervalles, vol. 43,‎ 1995, p. 41-47.